# Петров, Павел Иванович (художник-мультипликатор)
Павел Иванович Петров (18 февраля 1937 — 27 августа 2012) — советский мультипликатор. Принимал участие в создании 160 мультфильмов, в том числе «Крокодил Гена», «Шапокляк», «Кто ж такие птички?».

## Биография
Павел Иванович Петров родился 18 февраля 1937 года. Окончил среднюю художественную школу.
С 1956 по 1958 год учился на курсах художников-мультипликаторов при студии «Союзмультфильм». После их окончания остался работать на студии художников-мультипликатором кукольного кино.
В 1972 году перешёл на студию «Мульттелефильм» творческого объединения «Экран», где проработал 23 года.
Занимался литературным творчеством. Его произведения печатались в альманахе «Зеркала», в сборнике «Нестройные голоса» и в журнале «Наша улица». Иллюстрировал детские энциклопедии.
Ушёл из жизни 27 августа 2012 года. Прах захоронен на Ваганьковском кладбище (колумбарий, секция 59).

## Фильмография

### Художник-постановщик
- «Дядюшка Ау в городе» (1979)

### Художник-мультипликатор
- «Краса ненаглядная» (1958)
- «Али-Баба и сорок разбойников» (1959)
- «Вернулся служивый домой» (1959)
- «Пересолил» (1959)
- «Конец Чёрной топи» (1960)
- «Секрет воспитания» (1960)
- «Заокеанский репортёр» (1961)
- «Кто самый сильный?» (1961)
- «Банальная история» (1962)
- «Кто сказал «мяу»?» (1962)
- «Летающий пролетарий» (1962)
- «Светлячок № 4. Наш карандаш» (1963)
- «Хочу быть отважным» (1963)
- «Как котёнку построили дом» (1963)
- «Алёшины сказки» (1964)
- «Жизнь и страдания Ивана Семёнова» (1964)
- «Кто поедет на выставку?» (1964)
- «Лягушонок ищет папу» (1964)
- «Страна Оркестрия» (1964)
- «Вот какие чудеса» (1965)
- «Добрыня Никитич» (1965)
- «Чьи в лесу шишки?» (1965)
- «Автомобиль, любовь и горчица» (1966)
- «Тимошкина ёлка» (1966)
- «Я жду птенца» (1966)
- «Как стать большим» (1967)
- «Шесть Иванов — шесть капитанов» (1967)
- «Белая шкурка» (1968)
- «Клубок» (1968)
- «Не в шляпе счастье» (1968)
- «Золотой мальчик» (1969)
- «Крокодил Гена» (1969)
- «Солнечное зёрнышко» (1969)
- «Отважный Робин Гуд» (1970)
- «Сладкая сказка» (1970)
- «Мой друг Мартын» (1970)
- «Генерал Топтыгин» (1971)
- «Край земли» (1971)
- «Аве Мария» (1972)
- «Айболит и Бармалей» (1973)
- «Волшебные фонарики» (1973)
- «Митя и Микробус» (1973)
- «Про Петрушку» (1973)
- «Волшебник Изумрудного города» (1973)
- «Федорино горе» (1974)
- «Шапокляк» (1974)
- «В гостях у гномов» (1975)
- «Чёрная курица» (1975)
- «Лоскутик и Облако» (1977)
- «Кто ж такие птички?» (1978)
- «Дядюшка Ау в городе» (1979)
- «Кнопочки и человечки» (1980)
- «Солдатская сказка» (1980)
- «Почему слоны?» (1980)
- «Шиворот-навыворот» (1981)
- «Кошкин дом» (1982)
- «Ракушка» (1983)
- «Шалтай-Болтай» (1983)
- «Волшебная лопата» (1984)
- «Слон и Пеночка» (1986)
- «В зоопарке — ремонт!» (1987)
- «Вреднюга» (1987)
- «Узники „Ямагири-мару“» (1988)
- «Доктор Бартек и смерть» (1989)
- «Спор о винограде» (1989)
- «Бояка мухи не обидит» (1994—1995)

## Награды
- Благодарность Министерства культуры Российской Федерации (2 декабря 2011 года) — за большой вклад в российскую анимацию, многолетнюю плодотворную работу и в связи со 100-летием мультипликационного кино[3]

## Источник
- Сергей Капков. Энциклопедия отечественной мультипликации. — М.: Алгоритм, 2006. — С. 510—511. — 816 с. — 3000 экз. — ISBN 5-9265-0319-4.